# 麥克諾頓山
85°58′S 128°12′W / 85.967°S 128.200°W
麥克諾頓山（英語：Mount McNaughton）是南極洲的山峰，位於瑪麗伯德地，處於霍沃思山以南4公里，屬於威斯康辛山脈的一部分，海拔高度超過3,000米，美國地質調查局根據測量和該國海軍的空中照片繪入地圖，現時由南極條約體系管理。